# Penicil·lamina
La penicil·lamina és un fàrmac usat principalment pel tractament de la malaltia de Wilson. També s'usa en persones amb pedres al ronyó que tenen elevats nivells de cistina en l'orina, artritis reumatoide, enverinament per coure, i enverinament per plom. Es pren per via oral.
Els efectes secundaris comuns inclouen erupció cutània, pèrdua de gana, nàusees, diarrea i leucopènia. Altres efectes secundaris greus inclouen problemes hepàtics, bronquiolitis obliterativa, i miastènia gravis. No es recomana en cas de lupus eritematós.

## Química
La penicil·lamina és un compost orgànic trifuncional, que consisteix en un tiol, una amina i un àcid carboxílic. És molt similar químicament a l'aminoàcid cisteïna. Com la majoria d'aminoàcids, és un sòlid incolor que existeix en la forma zwitteriónica. Dels seus dos enantiòmers, L-penicil·lamina és tòxica perquè inhibeix l'acció de piridoxina (també coneguda com a  vitamina B ₆). L-penicil·lamina és un metabòlit de la penicil·lina. No té propietats antibiòtiques.

## Història
John Walshe va ser el primer en descriure l'ús de la penicil·lamina en la Malaltia de Wilson el 1956.